# Perdita dentata
Perdita dentata är en biart som beskrevs av Timberlake 1964. Perdita dentata ingår i släktet Perdita och familjen grävbin. Inga underarter finns listade i Catalogue of Life.